# Jorge Pesca
Jorge González Moral, bekannt als Jorge Pesca, (* 24. Februar 1992 in Aranda de Duero) ist ein spanischer Fußballspieler.

## Karriere
Jorge Pesca begann seine Karriere bei Real Valladolid. 2011 rückte er in den Kader der B-Mannschaft auf. Im November 2012 stand er erstmals im Kader der Profis, kam allerdings zu keinem Einsatz.
2014 wechselte er zur viertklassigen C-Mannschaft des FC Villarreal. Nach einem halben Jahr schloss er sich Deportivo Alavés B, der Zweitmannschaft von Deportivo Alavés, an.
Zur Saison 2015/16 wechselte er zum Drittligisten Rayo Majadahonda. Sein Debüt in der Segunda División B gab er im August 2015, als er am zweiten Spieltag jener Saison gegen Real Madrid Castilla in der 81. Minute für Iñaki Gómez eingewechselt wurde. Zu Saisonende hatte er allerdings nur zwei weitere Ligaeinsätze zu Buche stehen.
Im Sommer 2016 schloss er sich dem viertklassigen CD Guadalajara an. Im Juli 2017 wechselte er zum österreichischen Zweitligisten Kapfenberger SV. Im selben Monat debütierte er in der zweiten Liga, als er am ersten Spieltag der Saison 2017/18 gegen den FC Liefering in der Startelf stand.
Nach der Saison 2017/18 verließ er Kapfenberg und kehrte nach Spanien zurück, wo er sich dem viertklassigen Arandina CF anschloss.